# Adolfo Pedernera
Adolfo Pedernera (født 15. november 1918, død 12. maj 1995) var en argentinsk fodboldspiller og -træner, der med tilnavnet "El maestro" blev anset for at være en af verdens bedste spillere i 1940'erne og en af Argentinas bedste spillere gennem tiden.
Pedernera spillede oprindeligt for River Plate, hvor han i perioden 1935-1946 opnåede 278 kampe og scorede 131 mål. Han var dermed med til at sikre klubben fem mesterskaber i perioden. Han spillede senere i andre klubber, hvor især opholdet i colombianske Millonarios F.C. 1949-1954 var succesfuldt. Han spillede blot 21 kampe for Argentina, men var trods det med til at vinde Copa América tre gange.
Den spanske spiller Alfredo Di Stefano  beundrede ham for hans evne til at kombinere fremragende tekniske kvaliteter med et sublimt blik for spillet. 